# Charles Gumery
Charles-Alphonse-Achille Guméry (Vaugirard, 14 giugno 1827 – Parigi, 19 gennaio 1871) è stato uno scultore francese.

## Biografia
Nato nel quartiere parigino di Vaugirard (allora un comune a sé stante), Charles Guméry crebbe nel villaggio di Passy, oggi facente parte del sedicesimo arrondissement, dove suo padre, Nicolas, svolgeva la professione di maestro. Fu uno studente di Armand Toussaint all'École des Beaux-Arts e nel 1850 vinse il Prix de Rome per la scultura, passando il pensionato alla villa Medici di Roma.

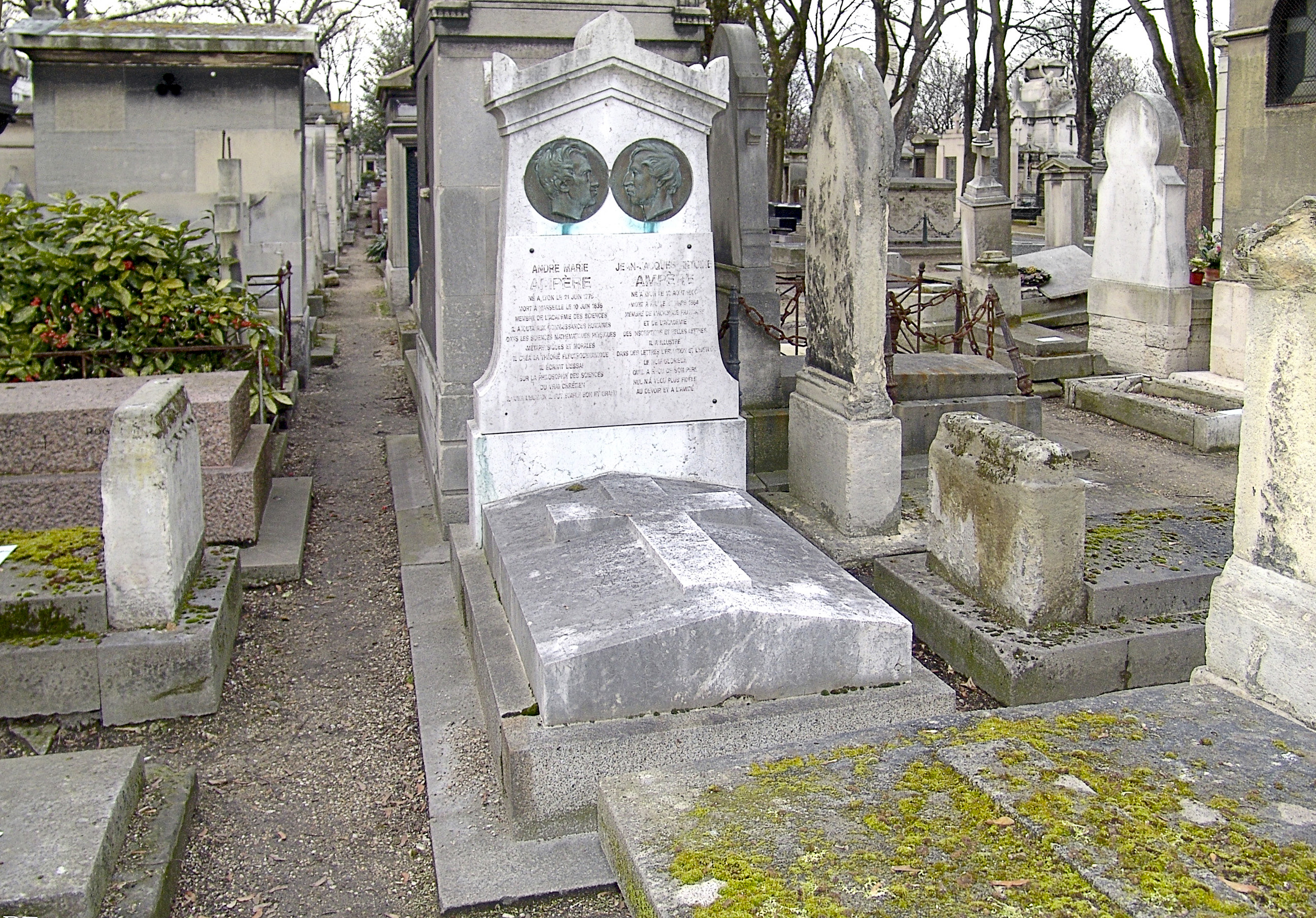
Il monumento funebre in onore di André-Marie Ampère e Jean-Jacques Ampère, al cimitero di Montmartre

Egli divenne uno degli scultori più rinomati del secondo Impero e insegnò alla scuola di belle arti parigina. Al cimitero di Montmartre a Parigi egli realizzò due medaglioni in bronzo che ornano la stele della tomba di André-Marie Ampère e di suo figlio Jean-Jacques, oltre al medaglione che orna la tomba del suo maestro Armand Toussaint. Venne nominato cavaliere della Legione d'onore il 29 giugno del 1867.
Nell'agosto del 1869 gli fu chiesto di rimpiazzare Jean-Baptiste Carpeaux dopo che il suo complesso scultoreo La danza fu vandalizzato con l'inchiostro dal pubblico, presumibilmente scandalizzato dalla nudità. Guméry scolpì dunque un gruppo dorato figurale sul tema, La danza, in aggiunta ai due precedentemente commissionatigli: L'Armonia e La Poesia. Mentre queste ultime due si trovano ancora oggi sulla facciata dell'Opéra Garnier, La danza si trova al Musée des Beaux-Arts d'Angers. Lo scandalo dei marmi fu infatti dimenticato con lo scoppio della guerra franco-prussiana e La danza di Carpeaux fu collocata nella sua posizione originale all'Opéra Garnier.
Guméry morì durante l'assedio di Parigi in circostanze mai del tutto chiarite, nel 1871. È sepolto al cimitero di Montmartre, nell'ottava divisione; il suo monumento funebre è ornato dal suo busto marmoreo realizzato dallo scultore Jean Gautherin, un suo studente. Egli fu il padre di Achille Gumery e del pittore Adolphe Gumery (1861-1943).

## Galleria d'immagini

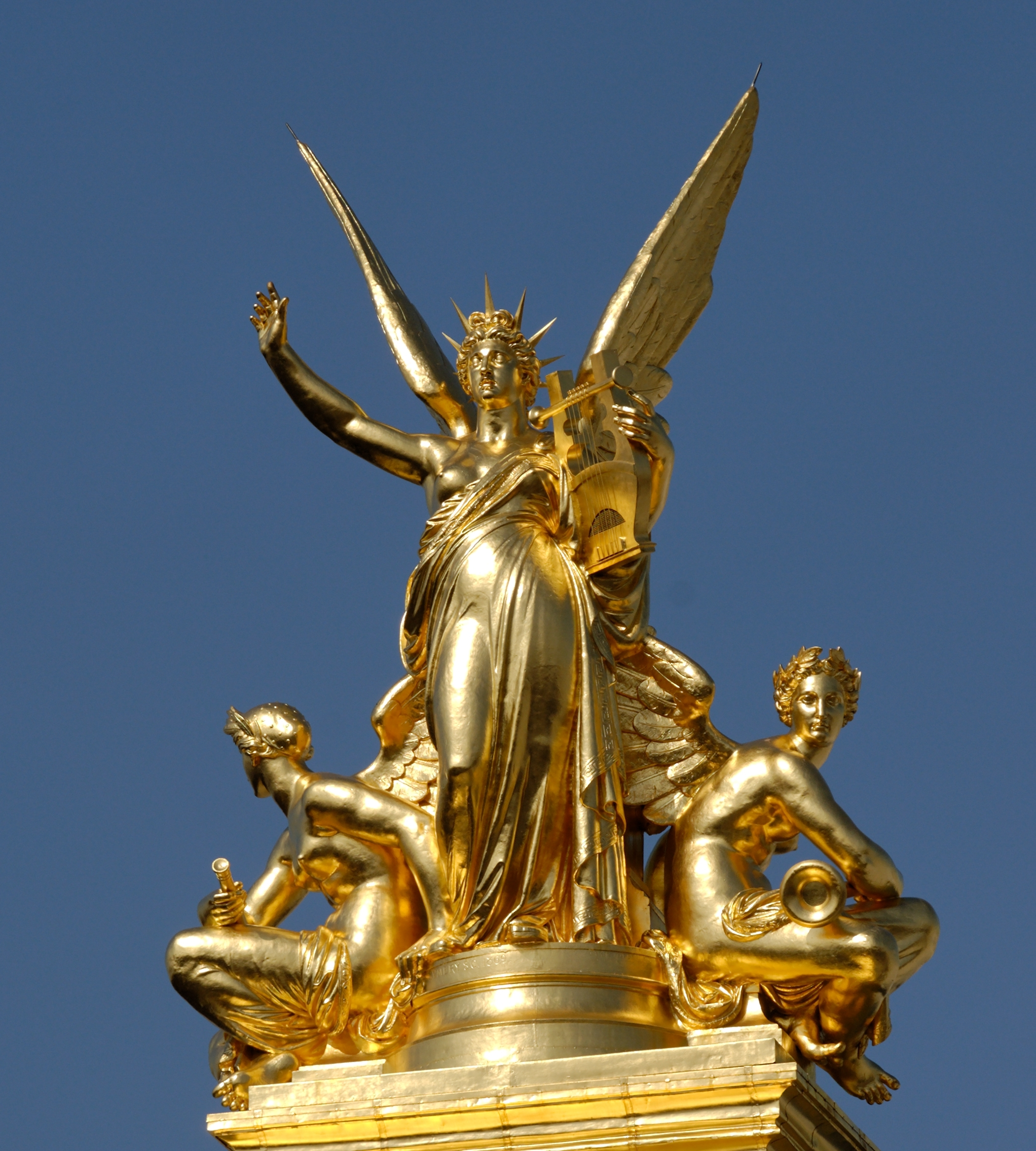
L'Armonia, Opéra Garnier (1869)
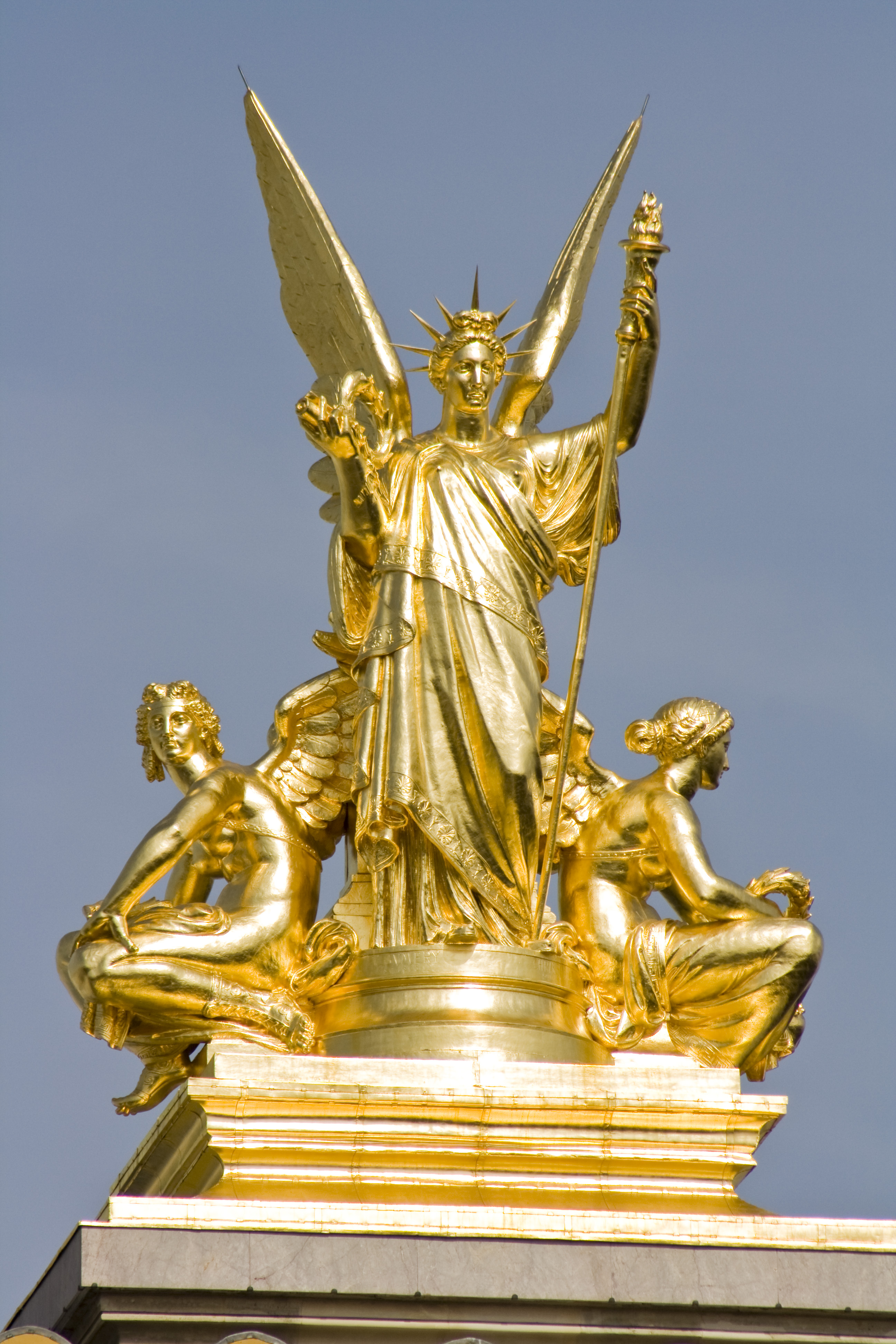
La Poesia, Opéra Garnier (1869)
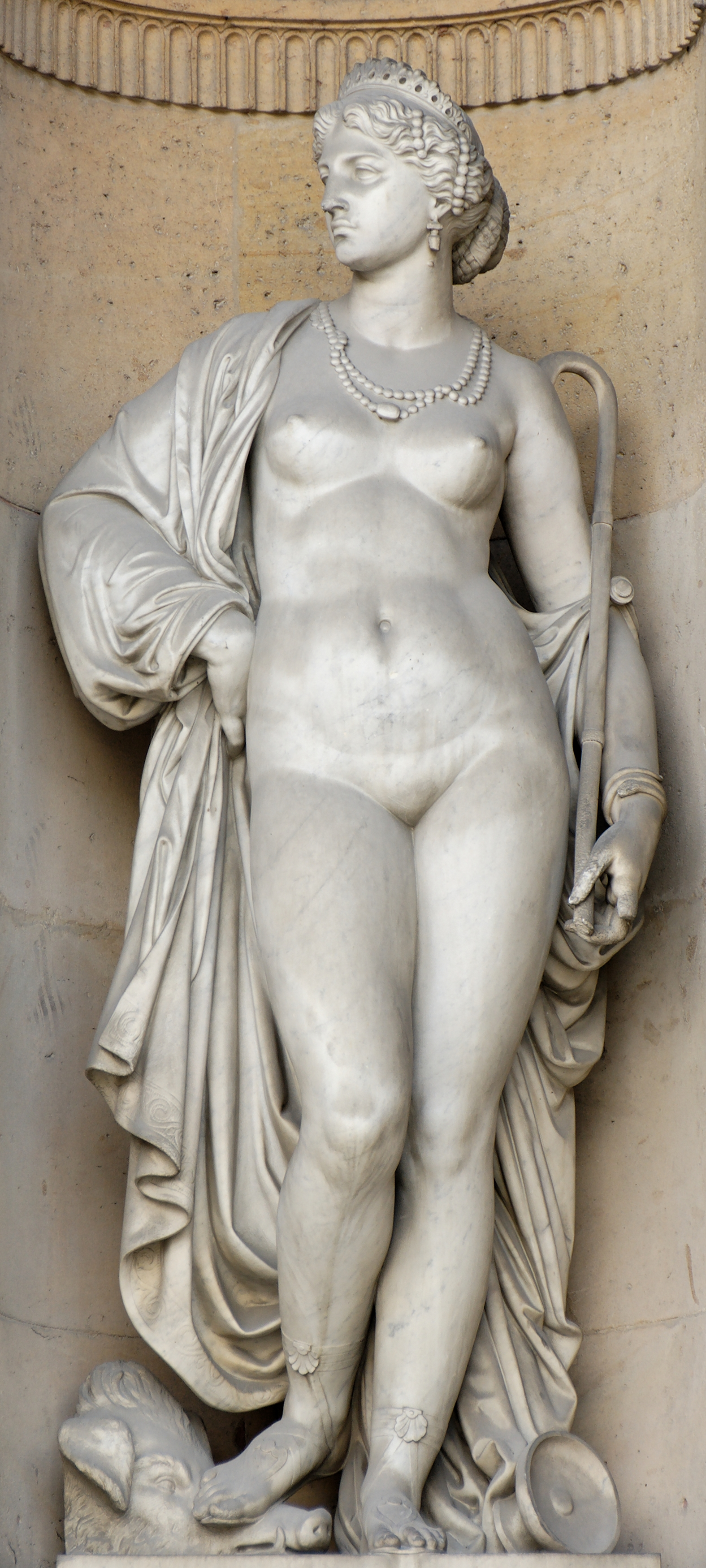
Circe, Museo del Louvre (1860)
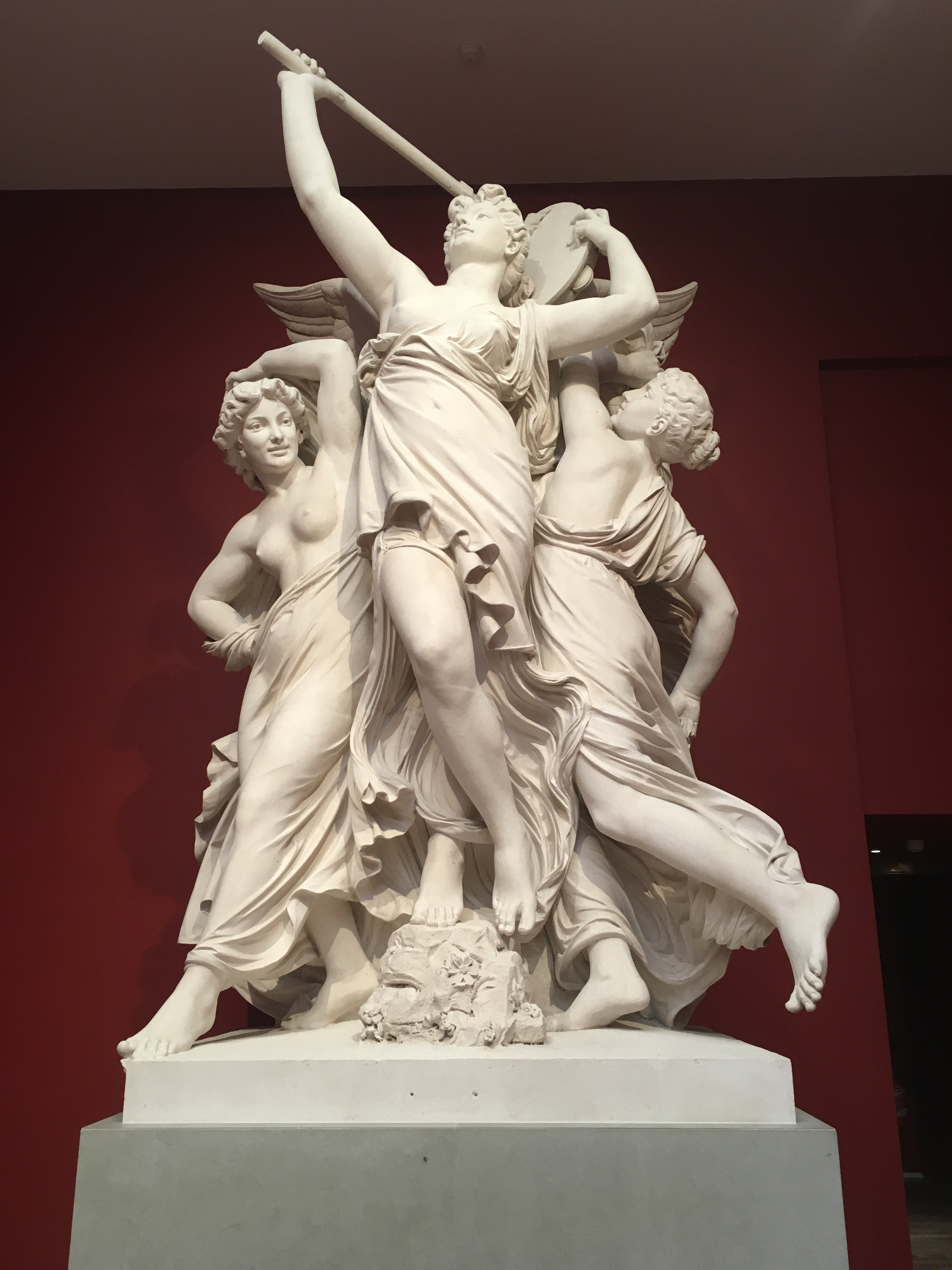
La danza, Musée des Beaux-Arts d'Angers (1870)